# Понте-ін-Вальтелліна
Понте-ін-Вальтелліна (італ. Ponte in Valtellina) — муніципалітет в Італії, у регіоні Ломбардія,  провінція Сондріо.
Понте-ін-Вальтелліна розташоване на відстані близько 520 км на північний захід від Рима, 105 км на північний схід від Мілана, 10 км на схід від Сондріо.
Населення — 2327 осіб (2014).

## Демографія
Населення за роками:

Станом на 1 січня 2023 року в муніципалітеті офіційно проживали 122 іноземці з 31 країни, серед них 19 громадян країн Євросоюзу та 10 громадян України.

## Сусідні муніципалітети
- Кастелло-делл'Аккуа
- Кьюро
- Монтанья-ін-Вальтелліна
- П'ятеда
- Тельйо
- Трезівіо
- Вальбондьйоне